# Alphitonia excelsa
Espèce
Classification phylogénétique
Alphitonia excelsa est une espèce de plantes à fleurs du genre Alphitonia et de la famille des Rhamnaceae.

## Description
Alphitonia excelsa est un arbre qui atteint une hauteur de 7 à 25 mètres et un diamètre à hauteur de poitrine de 5 à 10 m. Le tronc et les grosses branches ont une écorce grise fissurée, tandis que les petites branches ont une écorce plus lisse, grise ou blanche.
Les feuilles alternatives mesurent 5 à 14 centimètres de longueur et 2 à 5 cm de largeur et sont vert foncé brillant dessus et argentées avec des poils fins en dessous, ce qui rend un contraste attrayant par temps venteux.
Les fleurs sont petites, blanches, verdâtres à la fin de l'automne et au début de l'hiver, suivies de fruits noirs globuleux d'environ 1,5 cm de diamètre, qui contiennent deux graines. Lorsque les jeunes pousses sont meurtries, elles dégagent une odeur typique de salsepareille, c'est pourquoi il est appelé communément arbre de salsepareille. Les fleurs sont parfumées le soir.

## Répartition
Alphitonia excelsa est endémique de l'Australie : il se trouve dans la Nouvelle-Galles du Sud, le Queensland, le Territoire du Nord et l'extrémité nord-est de l'Australie-Occidentale.
Il pousse dans les forêts d'eucalyptus, les savanes d'eucalyptus et d'acacias, les forêts galeries et les forêts humides de la Nouvelle-Galles du Sud du Mount Gulaga vers le nord le long de la côte et vers l'intérieur jusqu'à la forêt de Pilliga.
Il préfère les sols sablonneux.

## Écologie
Alphitonia excelsa sert de plante alimentaire pour les chenilles de Hypochrysops delicia et de Psychonotis caelius taygetus.

## Utilisation
Les arbres poussent rapidement en culture. Alphitonia excelsa est un arbre d'ornement australien, avec quelques spécimens d'attrait visuel élevé. Il peut être utilisé dans la plantation d'agrément comme arbre de rue fournissant un abri et ombrage. Son bois dur d'une couleur rouge ou marron clair est également utilisé dans la construction de bateaux et en ébénisterie. Il peut être une plante fourragère pour les moutons et les bovins, et est une espèce pionnière utile dans la régénération des buissons.

## Source de la traduction
- (en) Cet article est partiellement ou en totalité issu de l’article de Wikipédia en anglais intitulé « Alphitonia excelsa » (voir la liste des auteurs).